# Josette Kadji
Josette Kadji est une avocate camerounaise basée à Douala et ayant plaidé au TPIR et à la CPI.

## Biographie

### Enfance, éducation et débuts
Josette Kadji est la fille de l'industriel camerounais Joseph Kadji Defosso.

### Carrière
Elle est avocate au barreau du Cameroun à Douala depuis 1984. Elle plaide au TPIR. Josette Kadji fait partie de l´équipe de la Défense de Charles Blé Goudé devant la CPI,. Elle offre ses services d'avocate gracieusement à ce dernier, paye ses frais de voyage et de résidence pour la Haye.